# Valice
Valice é um município da Eslováquia, situado no distrito de Rimavská Sobota, na região de Banská Bystrica. Tem 5,34 km² de área e sua população em 2018 foi estimada em 317 habitantes.

## Demografia
| Ano:        | 1994 | 2004   | 2014   | 2024   |
| ----------- | ---- | ------ | ------ | ------ |
| Broj ljudi: | 331  | 310    | 322    | 335    |
| Razlika:    |      | -6,34% | +3,87% | +4,03% |

| Ano:               | 2023 | 2024   |
| ------------------ | ---- | ------ |
| Número de pessoas: | 324  | 335    |
| Diferença:         |      | +3,39% |